# Carl Johannes Thomae

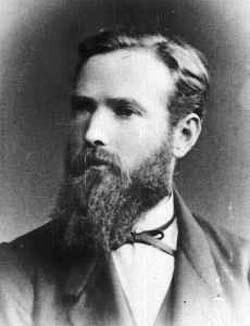
Carl Johannes Thomae

Carl Johannes Thomae (* 11. Dezember 1840 in Laucha an der Unstrut; † 1. April 1921 in Jena) war ein deutscher Mathematiker.

## Leben
Carl Johannes war der Sohn des Schuldirektors Karl-August Thomae und Emilie Gutsmuths, wuchs in Laucha an der Unstrut auf. Er besuchte das Domgymnasium in Naumburg und begann 1861 ein Studium an der Universität Halle-Wittenberg. Nachdem er einen einjährigen Militärdienst absolviert hatte, setzte er an der Universität Göttingen und an der Universität Berlin sein Studium fort. 1864 promovierte er in Göttingen mit dem Thema Die allgemeine Transformation der Thetafunktionen mit beliebig vielen Variabeln zum Doktor der Philosophie. 1866 habilitierte sich daselbst und wechselte als Dozent 1867 an die Universität Halle-Wittenberg. Zudem hatte er sich 1866 am Österreichfeldzug beteiligt und war im Deutsch-Französischen Krieg als Wächter eines Gefangenenlagers in Torgau eingesetzt. Für seine militärischen Dienste erhielt er 1866 das Erinnerungskreuz, 1870/71 Kriegsgedenkmünze und die Zentarmedaille.
1872 wurde er außerordentlicher Professor an der Hallenser Hochschule, wurde 1874 ordentlicher Professor der Mathematik an der Universität Freiburg und zog 1879 als ordentlicher Professor der Mathematik an die Universität Jena. Hier wurde er Direktor des mathematischen Seminars und man ernannte ihn zum Geheimrat. Zudem beteiligte er sich an den organisatorischen Aufgaben der Hochschule. So war er einige Male Dekan der philosophischen Fakultät und im Wintersemester 1888 sowie im Sommersemester 1901 Rektor der Alma Mater. Im Jahr 1883 wurde er zum Mitglied der Leopoldina gewählt, er war Mitglied der Akademie der Wissenschaften zu Göttingen und Mitglied der königlich sächsischen Akademie der Wissenschaften in Leipzig. Für seine wissenschaftlichen Leistungen wurde er zum Kommandeur des sächsisch herzoglichen Hausordens vom weißen Falken ernannt und Ritter erster Klasse des Sachsen Ernestinischen Hausordens. 1914 wurde Thomae in den Ruhestand emeritiert und verstarb nach kurzer Krankheit 1921 in Jena.
Carl Johannes Thomaes Forschung beschäftigte sich u. a. mit der Funktionentheorie und der Epsilontik. Nach ihm ist die thomaesche Funktion benannt. Er selbst bezeichnete sich als Riemann-Schüler, obwohl er selbst nie Vorlesungen Riemanns besuchte.
Thomae war zwei Mal verheiratet. Im Jahre 1874 heiratete Thomae Anna Uhde in Balgstädt in der Nähe seiner Geburtsstadt Laucha an der Unstrut. Ihr gemeinsamer Sohn Walter wurde ein Jahr später am 5. November 1875 geboren, doch starb Thomaes Frau 5 Tage nach der Geburt ihres Sohnes. 1892 heiratete Thomae Sophie Pröpper in zweiter Ehe in Jena. Ein Jahr später wurde Susanne Thomae geboren.

## Werke (Auswahl)
- Die allgemeine Transformation der Theta-Functionen mit beliebig vielen Variablen. Halle 1864
- Theorie der ultraelliptischen Funktionen und Integrale erster und zweiter Gattung. Halle 1865
- De propositione quadam Riemanniana ex analysi situs. Naumburg an der Saale 1867
- Beitrag zur Bestimmung von δ(0,0,…0) durch die Klassenmoduln algebraischer Funktionen. In: Journal für die reine und angewandte Mathematik. Band 71, 1870, S. 201–222, online.
- Abriß einer Theorie der complexen Funktionen und der Thetafunctionen einiger Veränderlichen. Halle 1870; Halle 1873 (2. Aufl.); Halle 1890 (3. Aufl., Online)
- Ebene geometrische Gebilde erster und zweiter Ordnung vom Standpunkte der Geometrie der Lage betrachtet. Mit 46 in den Text eingedruckten Holzschnitten. Halle 1873
- Ueber eine Function welche einer linearen Differential- und Differenzengleichung vierter Ordnung Genüge leistet. Halle 1875
- Einleitung in die Theorie der bestimmten Integrale. Halle 1875 (Online)
- Sammlung von Formeln welche bei Anwendung der elliptischen und Rosenhain’schen Functionen gebraucht werden. Halle 1876 (Online)
- Ueber eine specielle Klasse Abelscher Functionen. Halle 1877
- Ueber eine specielle Klasse Abelscher Functionen vom Geschlecht 3. Halle 1879
- Elementare Theorie der analytischen Functionen einer complexen Veränderlichen. Halle (Saale) 1880 (Online), Halle 1898
- Die Kegelschnitte in rein projectiver Behandlung. Halle 1894 (Online)
- Sammlung von Formeln und Sätzen aus dem Gebiete der elliptischen Funktionen nebst Anwendungen. Leipzig 1905
- Grundriß einer analytischen Geometrie der Ebene. Leipzig 1906
- Vorlesungen über bestimmte Integrale und die Fourierschen Reihen. Leipzig 1908 (Online)